# Angol
Angol ist eine Stadt im sogenannten „kleinen Süden“ von Chile. Sie liegt an dessen Nordgrenze im Norden der Región de La Araucanía (Araucanía, frühere IX. Region).

## Geografie und Klima

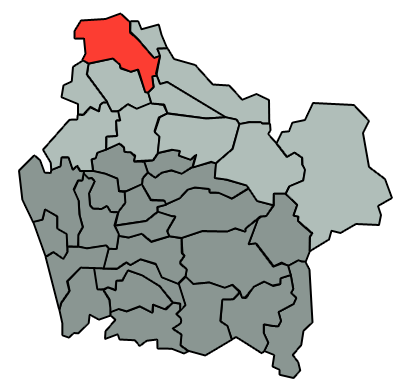

Die Stadt liegt am Zusammenfluss der Flüsse Río Picoiquén, Río Rehue und Río Malleco, die sich hier zum Río Vergara vereinigen, der seinerseits etwa 30 Kilometer weiter nördlich in den Río Bío Bío mündet. Sie ist etwas mehr als 100 Kilometer Luftlinie von Temuco im Süden entfernt. Angol ist die Hauptstadt der Provinz Malleco, die das nördliche Drittel der Region Araukanien umfasst.
Im Westen der Stadt beginnt das Marmorgebirge, ein Teil der Mittelgebirge Chiles, die das chilenische Längstal zwischen dem Andenabhang und dem Mittelgebirgskamm an der Küste abschließen.
Das Klima in Angol ist mediterran bis gemäßigt kontinental.
Die Karte links zeigt die Lage der Gemarkung Angol (rot) und der Provinz Malleco (hellgrau) in der Region La Araucanía.

## Bevölkerung
Die Bevölkerung ist in den vergangenen 15 Jahren von knapp 49.000 im Jahr 2002 auf über 53.000 Einwohner im Jahr 2017 angewachsen, von denen 4.351 im ländlichen Außenbereich des Gemeindegebiets leben.
2002 deklarierten sich rd. 2.400 Einwohner als Angehörige der indigenen Volksgruppe der Mapuche; sonstige ethnische Sondergruppen gibt es keine.
Der Anteil evangelischer Christen (einschließlich Evangelikale) liegt in Angol wie in ganz Araukanien aus historischen Gründen (Einwanderung von Protestanten im 19. Jahrhundert) zwischen 23 % und 25 % und ist im Vergleich zur Gesamtbevölkerung (2002: 15 %) überdurchschnittlich.

## Wirtschaft
Die Ökonomie ist land- und forstwirtschaftlich geprägt. Mehr als die Hälfte der rd. 19.000 (2013: 18.709) Arbeitnehmerinnen und Arbeitnehmer sind im Bereich Land- und Viehwirtschaft, Jagd und Forstwesen beschäftigt. Ortsansässige Landwirte halten rd. 18.000 (2007: 17.603) Stück Vieh, davon mehr als 11.000 Rinder, ca. 3.500 Schafe und Ziegen, knapp 2.500 Schweine und fast 800 Pferde. Fast 62 % des Außenbereichs der Gemeinde entfällt auf landwirtschaftliche Flächen (68.690 ha), die restliche Fläche ist bewaldet.
Rund 30 % des chilenischen Apfel-Exports kommen aus Angol. Daneben werden viele andere Feldfrüchte und Gemüse angebaut, z. B. Tomaten und Walnüsse. Zusätzlich werden auch Blumen, besonders Orchideen angebaut. In der Umgebung der Stadt gibt es mehrere größere Eukalyptus-Plantagen.
Mehr als drei Viertel aller bestehenden Unternehmen sind Kleinstunternehmen (absolut etwa 2.000) mit keinem oder nur sehr wenigen Beschäftigten (2013: 726); dies entspricht dem Durchschnitt in der Region Araukanien, liegt aber deutlich über Landesdurchschnitt. Es handelt sich großteils um Kleinbauern oder Tagelöhner. 2007 besaßen 450 Männer und 62 Frauen eine Festanstellung im Landwirtschafts- und Forstgewerbe. Die Einkommensarmut (Prekariat) ist der amtlichen Statistik zufolge im Zeitraum von 2011 bis 2013 von 28 % auf 14 % gesunken und liegt jetzt auf gesamtchilenischem Niveau, jedoch um fast die Hälfte niedriger als im Durchschnitt der Region Araucanía, wo der Index im gleichen Zeitraum von 40 % auf 28 % sank. Bausubstanz und Wohnsituation sind im Landes- und Regionsvergleich sehr gut (weniger marode Gebäude, weniger überbelegter Wohnraum).

## Geschichte

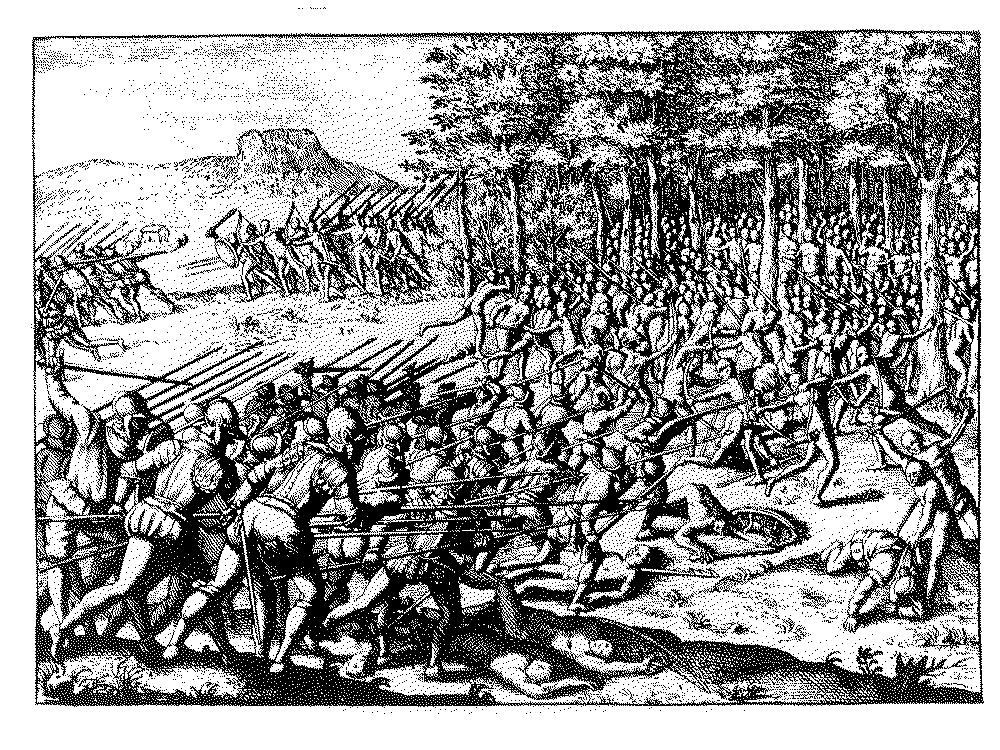
Kampf zwischen Spaniern und Araukanern (1546)

### Präkoloniale Geschichte
Aus vorspanischer Zeit sind in Angol archäologische Zeugnisse der nach einem Fundort in der Nähe von Angol benannten El-Vergel-Kultur zu besichtigen. Diese Kultur entwickelte sich im 11. bis 13. Jahrhundert christlicher Zeitrechnung nördlich des Toltén-Flusses und gehört zu den nachgewiesenen sesshaften Kulturen dieser Region, die in großem Umfang Keramik produzierten. Angol gehörte neben Temuco und Pucón im 13. Jahrhundert zu ihren Siedlungsschwerpunkten. Bestattungsriten und Textilfunde lassen auf kulturelle Einflüsse aus dem andinen Norden schließen. Nachfahren dieser Kultur waren auf der Insel Mocha bis ins 17. Jahrhundert ansässig. Eine Abteilung des Landwirtschaftsmuseums in Angol auf dem Fundo El Vergel ist der prähispanischen Vorgeschichte gewidmet und stellt Funde aus der Umgebung aus.

### Spanische Gründungen im Grenzland
Die Geschichte der spanischen Ansiedlung begann am 24. Oktober 1553 mit der Gründung des Grenzforts Los Confines durch den Konquistador Francisco Gutiérrez de Altamirano noch zu Lebzeiten Pedro de Valdivias, des ersten Führers der chilenischen Kolonie, dessen Tod im Dezember 1553 die Spanier in eine schwere Krise stürzte. Das Fort bestand deshalb nur zwei Monate. Im März 1555 errichtete Valdivias Nachfolger Francisco de Villagra etwas weiter westlich des alten Platzes ein neues Fort mit dem Namen Angol de Los Confines. Auch diese Befestigung musste noch im selben Jahr aufgegeben werden. Im Januar 1559 gründete der Gouverneur García Hurtado de Mendoza, der mit einem starken Kontingent aus Peru herbeigeeilt war und den Bestand der Kolonie sicherte, den Platz unter dem Namen San Andrés de Angol zum dritten Mal und verlieh ihm im April die Stadtrechte. Diese Ansiedlung bestand bis 1600. Angol lag damals im Kriegsgebiet und war ständigen Angriffen der indianischen Ureinwohner Araukaniens, der Vorfahren der heutigen Mapuche ausgesetzt.

### Kontaktzone zwischen den Kulturen

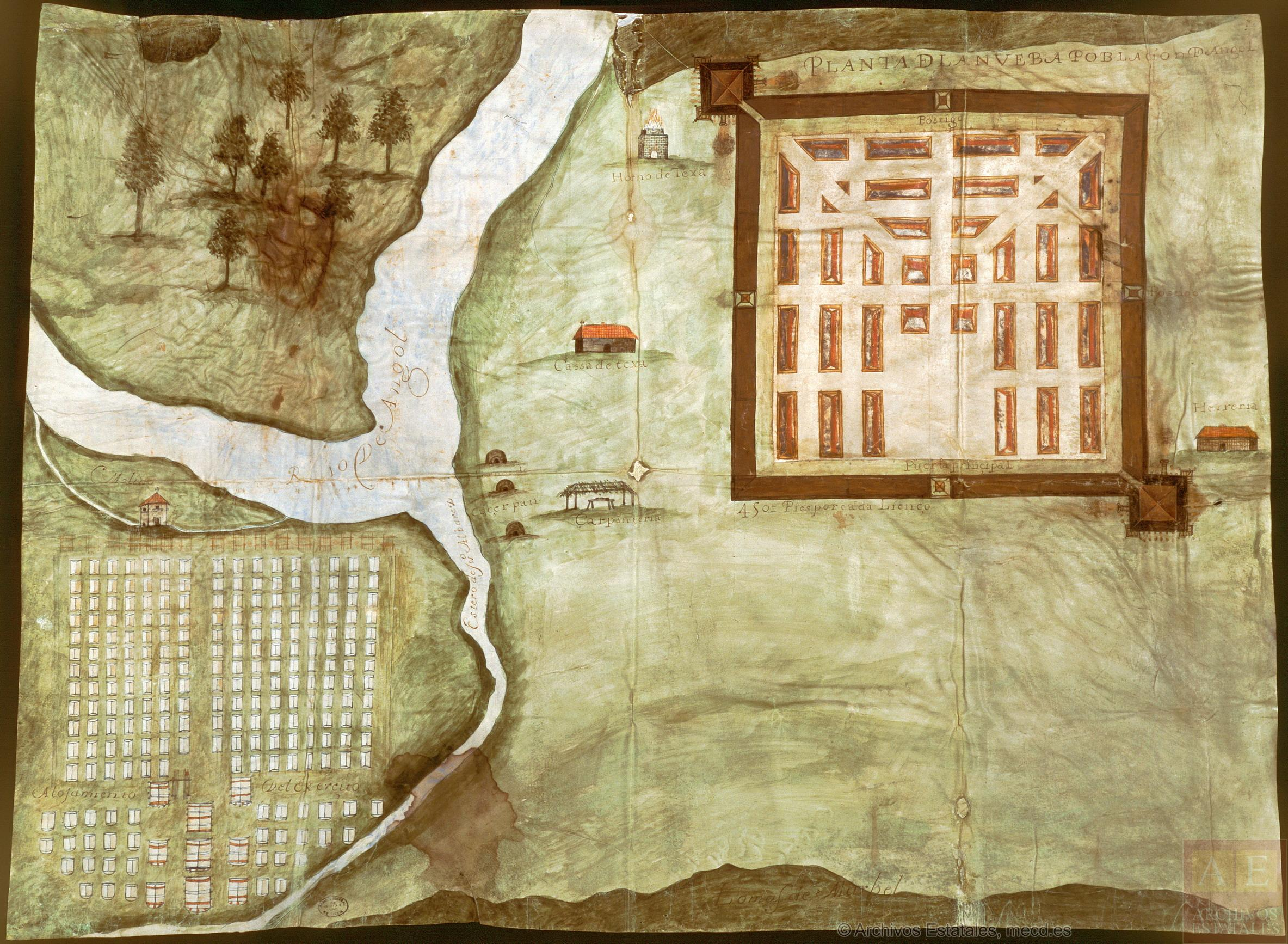
Historischer Lageplan (1637)

Am 18. April 1600 wurde Angol komplett von den Araukanern zerstört. 1610 wurde die Stadt an derselben Stelle unter dem Namen San Luis de Angol wiedergegründet und blieb zwei Jahre bestehen. 1637 wurde die Stadt durch den Gouverneur Francisco Laso de la Vega wiedergegründet und erhielt den offiziellen Namen San Francisco de la Vega de Angol. 1638 kamen Franziskaner (OFM) nach Angol. Schon 1641 wurde die Stadt jedoch aufgrund der Bedingungen des Friedensschlusses von Quillín wieder aufgegeben, mit dem der Arauco-Krieg für eine gewisse Zeit beigelegt werden konnte. In diesem Vertrag erkannten die Spanier erstmals in der Geschichte des spanischen Überseereiches die Eigenständigkeit der indigenen Mapuchenation an und akzeptierten den Fluss Bío Bío als Südgrenze ihrer Kolonie. Südlich davon blieben längerfristig nur die Stadt Valdivia und der Küstenstreifen der heutigen Provinz Arauco unter spanischer Kontrolle. Im Grenzland, zu dem die Gegend von Angol gehörte, kam es zu einem von gelegentlichen kriegerischen Auseinandersetzungen unterbrochenen Handels- und Kulturaustausch zwischen den Spaniern und der sich formierenden Indianernation der Mapuche, die von einem tiefgreifenden sozialen Wandel erfasst wurde. Neben der Aufzucht und Nutzung des Pferdes übernahmen die Araukaner zahlreiche weitere ihnen nützlich erscheinende Errungenschaften der Kolonisatoren, ohne wie die Indios nördlich der Grenze dem spanischen Unterdrückungs- und Zwangsarbeitssystem zu unterliegen.

### „Krieg bis zum Tod“

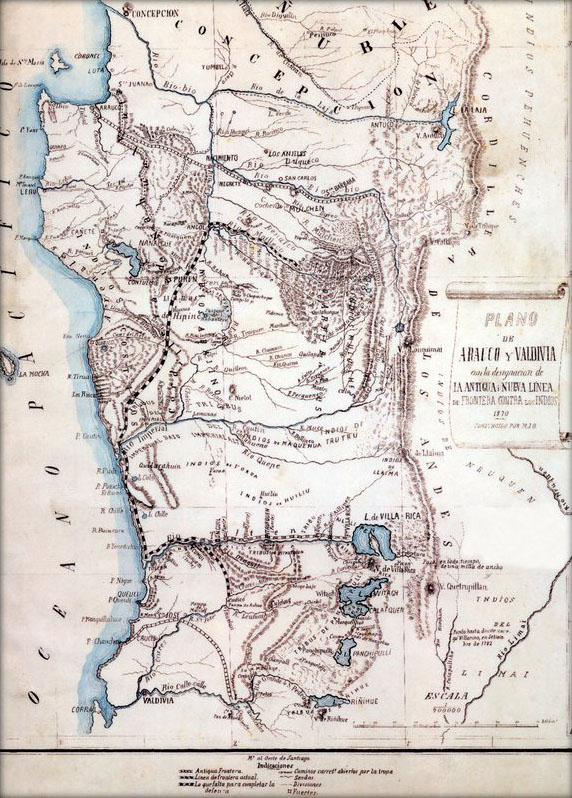
Grenzziehung vor und nach der Kampagne von 1868–1870

Durch Tomás Marín González de Poveda wurde Angol 1695 noch einmal von Kolonisten besiedelt, die den Ort unter dem Namen Santo Tomás de Colhue wieder aufbauten. Bei zwei großen Mapucheaufständen 1723 und 1766 wurde die Siedlung jedoch erneut niedergebrannt und konnte sich nach der letzten Zerstörung nicht mehr erholen. Die Unabhängigkeitskriege und die zwischen 1810 und 1830 in Chile herrschende politische Unsicherheit führten im Grenz- und Indianergebiet zu einem bandenkriegsartigen, unübersichtlichen Guerillakrieg zwischen kleinen Gruppen und Stammesverbänden unterschiedlicher Loyalität. Ein Großteil der chilenischen Mapuche stellte sich auf die Seite der Royalisten gegen die chilenischen Patrioten, allerdings überlagerten häufig innere Konflikte die Wahl der Kriegspartei. Eine Wiederbesiedlung Angols oder anderer aufgegebener spanischer Orte im Indianergebiet kam unter diesen Umständen nicht in Frage. Die Kämpfe der sogenannten Guerra a la Muerte („Ausrottungskrieg“) gegen die Reste der Royalisten lösten verschiedene Wanderungsbewegungen aus, deren Ziele vor allem auf der östlichen Andenseite lagen. Auch Klimakatastrophen wie die große Dürre von 1828 bis 1832 trugen zur Unruhe bei.

### Ausgangspunkt des Indianerkrieges
Erst im Rahmen der 1861 ausgerufenen Kampagne zur „Befriedung“ (Pazifikation) Araukaniens, in Wahrheit ein expansiver Vernichtungskrieg, gewannen die Bestrebungen des jetzt unabhängigen chilenischen Staates zur Ausschaltung der Indios im nominell beanspruchten Süden des Landes an Intensität. Auch als Folge der chaotischen Unabhängigkeitskonflikte wurden die Mapuche von den in Chile herrschenden Eliten als Entwicklungshindernis und nicht als zu integrierendes Element des neuen Staates wahrgenommen. Am 7. Dezember 1862 errichtete der chilenische Staatspräsident José Joaquín Pérez Mascayano in Angol einen militärischen Stützpunkt und machte ihn zum Ausgangspunkt der Bekämpfung und Vertreibung widerständiger Mapuchegruppen aus dem Grenzgebiet. Dieser Tag gilt heute als Datum der Stadtgründung. Zwischen 1868 und 1870 wurden die Indianer stark dezimiert und bis zum Río Toltén zurückgedrängt. Angol lag nun im militärisch gesicherten Hinterland und war keine bloße Grenzbefestigung mehr. Die Stadt erhielt den Charakter einer zivilen Ansiedlung und bekam 1871 die Stadtrechte. 1875 wurde das Gebiet von Angol einem Militärgouverneur unterstellt und zur Besiedlung freigegeben; 1876 wurde die Eisenbahnverbindung nach Santiago eröffnet. Damit wurde Angol zum strategischen Umschlagplatz für die Truppenbewegungen während der letzten Phase des Krieges ab 1881, die unter dem Kommando des chilenischen Heereschefs Cornelio Saavedra Rodríguez (1823–1891) besonders brutal geführt wurde und mit der endgültigen Unterwerfung und Besetzung Südchiles und der Wiedergründung der Stadt Villarrica im Süden der heutigen Region Araukanien im Jahr 1883 endete. Bei der anschließenden Besiedlung der frei gewordenen Gebiete mit Neueinwanderern aus Europa, die zum beträchtlichen Teil aus deutschsprachigen Ländern stammten, spielte der Eisenbahntransport über Angol ebenfalls eine wichtige Rolle. In dem Gebiet zwischen dem Río Bío Bío im Norden und dem Río Imperial im Süden, zu dem auch Angol gehört, ließen sich in den ersten Jahren vor allem Einwanderer aus der Schweiz nieder.

### Erdbeben

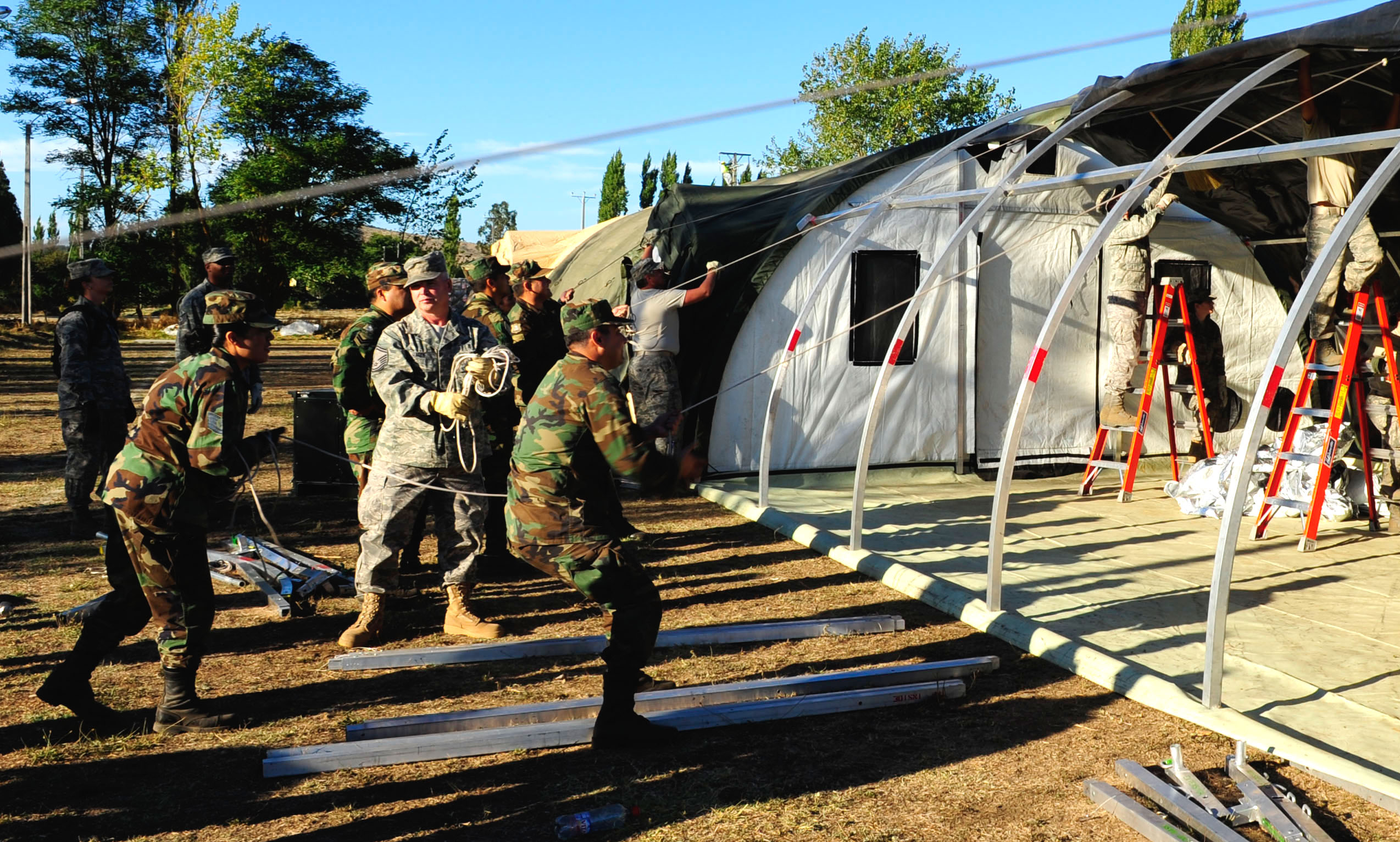
Chilenische Soldaten und Angehörige der US-Luftwaffe errichten im März 2010 nach dem großen Erdbeben ein Feldhospital in Angol.

Angol wurde in den vergangenen 75 Jahren dreimal von schwersten Erdbeben heimgesucht. Am 19. April 1949 um 00:48 Uhr Ortszeit wurde ein Erdbeben mit einer Stärke von 7,3 Grad auf der Richterskala registriert, das sich in Angol mit einem Zerstörungsgrad von X („vernichtend“) auf der Mercalliskala auswirkte. Das Beben war zwischen Talca und Osorno zu spüren; die am schlimmsten getroffenen Städte waren Angol, Temuco und Los Ángeles. Das Beben wurde in Chile auch Erdbeben von Angol genannt. Hier starben 35 der insgesamt 57 Todesopfer des Bebens, es gab 155 Verletzte in der Stadt und 2065 Menschen verloren ihre Bleibe. Das Epizentrum lag etwa in Höhe von Angol an der Küste Araukos und war nur 70 Kilometer von der Stadt entfernt. Beim großen Erdbeben von Valdivia am 22. Mai 1960, dem stärksten jemals gemessenen Beben der Welt, dessen geografisches Epizentrum noch näher an Angol gelegen haben könnte als 1949, war die Intensität in Angol deutlich weniger zerstörerisch als in der Umgebung von Valdivia und am Llanquihue-See. Dennoch wurde die Bausubstanz zu über 80 % zerstört. Beim Erdbeben vom 27. Februar 2010 mit einer lokalen Stärke von 8,5 Mw lag Angol wiederum im Gebiet mit den stärksten Bodenbeschleunigungen (Mercalli-Stufe VIII „zerstörerisch“) und war die am schlimmsten betroffene Gemeinde in der Region Araukanien. Das Krankenhaus und die Hauptbrücke von Angol wurden vollständig zerstört; die Stadt war mehrere Tage von der Strom- und Wasserversorgung getrennt. Mehr als 600 Wohnungen waren schwer beschädigt, 400 mussten abgerissen werden. Die zentral an der Plaza de Armas gelegene Pfarrkirche Inmaculada Concepción trug wie auch zahlreiche weitere Baudenkmäler und öffentliche Gebäude der Stadt so schwere Strukturschäden davon, dass eine Komplettrestaurierung notwendig war. Der Wiederaufbau des Krankenhauses von Angol wurde 2013 fertig gestellt.

## Sehenswürdigkeiten

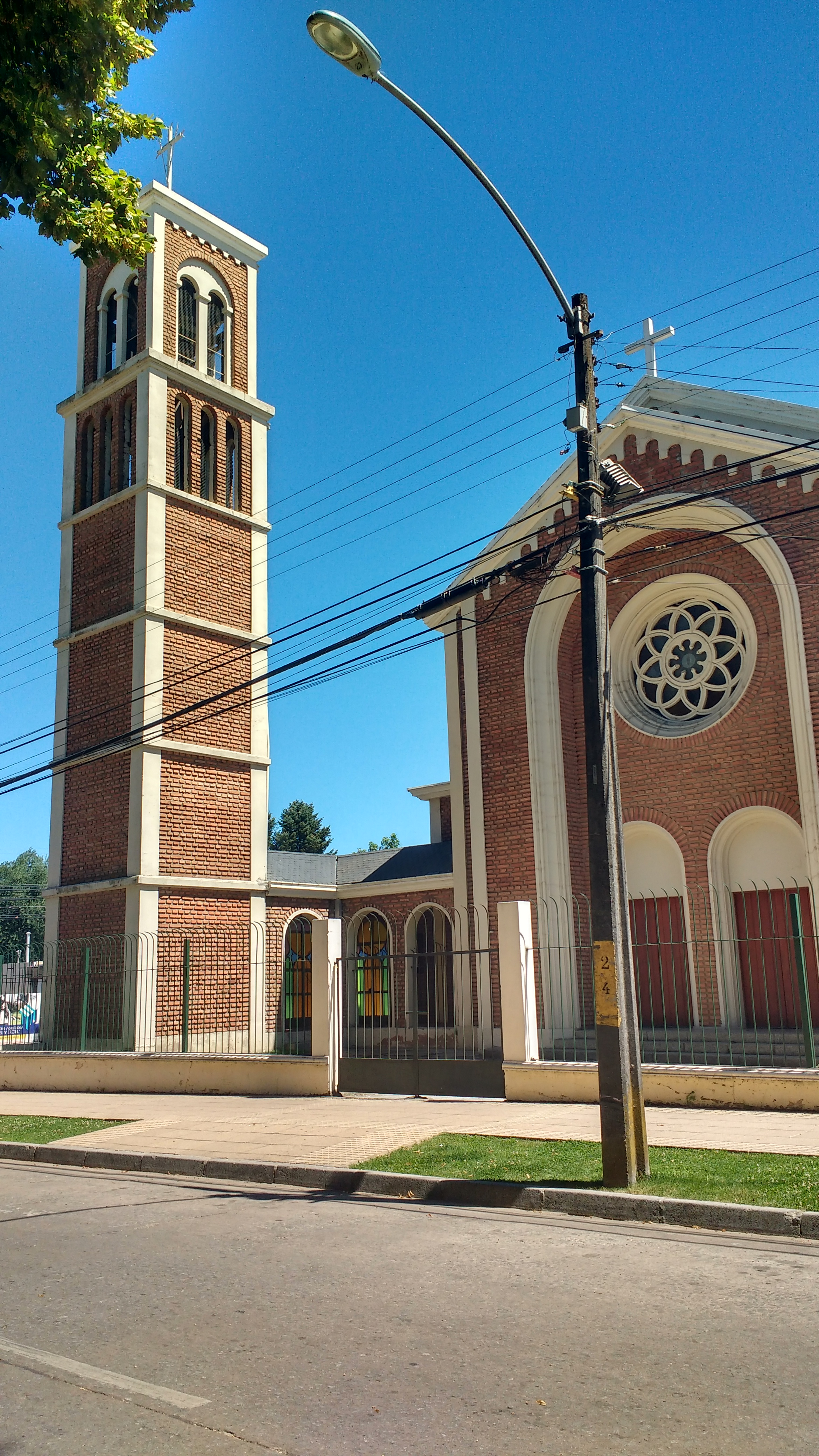
Die Kirche Inmaculada Concepción in Angol.

Die Stadt besitzt attraktive Plätze und Parks sowie mehrere Museen.

### Museen
Im Historischen Museum (Museo Histórico de Angol) wird die Geschichte der Besiedlung des Grenzlands durch die Konquistadoren und die Entwicklung der Stadt seit ihrer Neugründung im 19. Jahrhundert dargestellt.
Das landwirtschaftliche Museo Dillmann Bullock im Ortsteil El Vergel zeigt neben zwei naturkundlichen auch eine archäologische Dauerausstellung. Dort lassen sich Objekte und Fundstücke aus der Geschichte der El-Vergel-Kultur besichtigen.

### Umland
Etwa 9 km außerhalb an der Landstraße nach Collipulli sind die Reste der Fuerte Cancura zu besichtigen, eines 1868 errichteten Forts zur Indianerbekämpfung aus der Zeit der sogenannten „Befriedung Araukaniens“ (Pacificación de la Araucanía). Mit Hilfe solcher Forts wurde die Grenze zwischen dem chilenischen Territorium und dem Indianergebiet, das bis dahin unmittelbar hinter Angol begann, in mehreren militärischen Kampagnen weit nach Süden verschoben und bereits 1870 die heutige Region Araukanien besetzt.
Etwa 35 km westlich von Angol befindet sich der rund 68 km² große Nationalpark Nahuelbuta. Beliebtester Aussichtspunkt ist der Gipfel Piedra El Águila (1.460 m), von dem Wanderer einen weiten Ausblick bis zum Pazifik im Westen und auf die gewaltige Kulisse der Sechstausender im Osten haben.

## Totenkopfhusaren

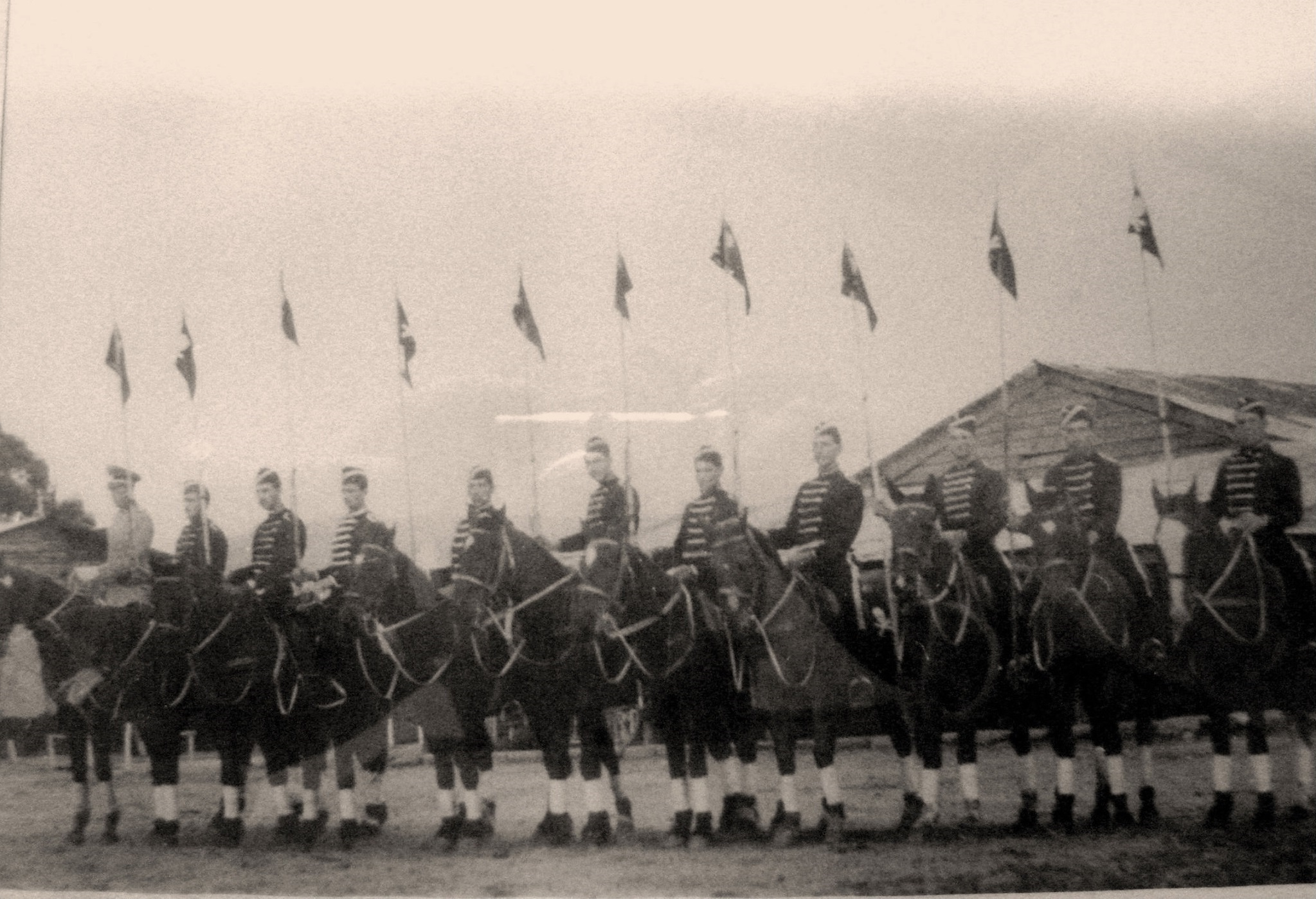
Totenkopfhusaren des Regiments Húsares de Angol (Aufnahme vor 1940)

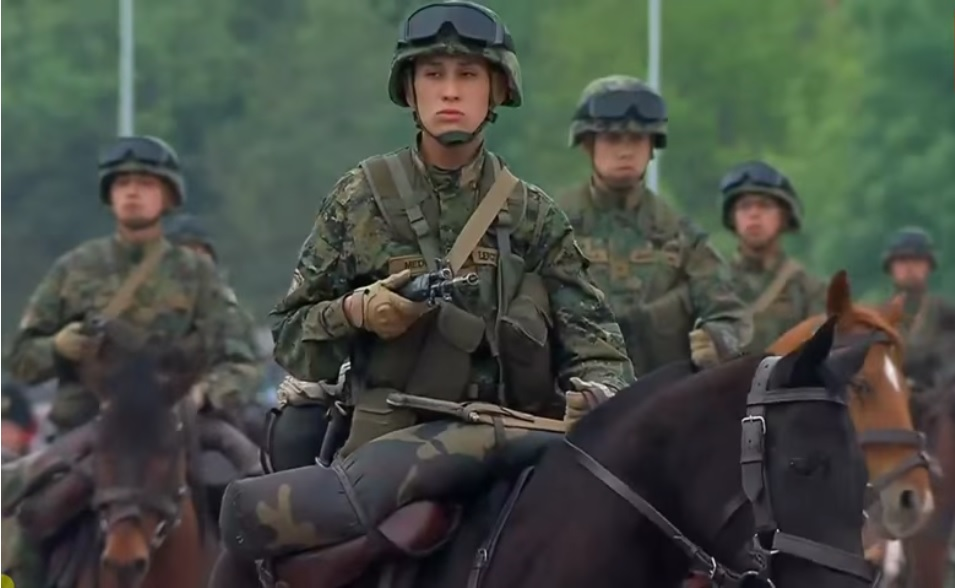
Husaren aus Angol in Marschformation bei der Gran Parada 2015 in Santiago (TVN)

Eine besondere Attraktion für Pferdesportbegeisterte und Liebhaber preußischer Militärtradition sind die seit 1885 in Angol stationierten chilenischen Totenkopfhusaren (Húsares de la Muerte de Angol), die seit 1982 das 3. Regiment Gepanzerte Kavallerie (Regimiento de Caballería Blindada  Nº 3) des chilenischen Heeres bildeten. Das um 1810 aufgestellte Husarenregiment gehört zu den ältesten Einheiten des chilenischen Heeres und unterhält in Angol eigene öffentliche Reitsportanlagen (Reitbahn, Reitplatz, Poloplatz und eine Reitschule) und ein Traditionsmuseum. Im Zuge der sogenannten „Prussifizierung“ (prusianización) der chilenischen Armee in den 1890er Jahren wurde die Einheit von deutschen Ausbildern nach preußischem Vorbild reorganisiert. Die bisherige Traditionsformation des Regiments, die „Schwarze Eskadron“ (Cuadro Negro), trägt noch heute die typischen schwarzen Uniformen und Ausrüstungsstücke preußischer Totenkopfhusaren aus der Zeit des deutschen Kaiserreichs. Diese Eskadron führt ihre Tradition auf ein 1818 nach der Schlacht von Cancha Rayada von dem chilenischen Patrioten Manuel Rodríguez gegründetes Freikorps zurück und ist in der Region und weit darüber hinaus für ihre reitsportlichen und reitakrobatischen Darbietungen bekannt. Ein besonderer Reiz der Rodeo-Vorführungen des Traditionskorps liegt in der ungewöhnlichen Kombination aus dem penibel gepflegten preußischen kavalleristischen Drill und der einheimischen Reitkunst der Mapuchevölker, die zu den klassischen indianischen Reiternationen gehören. Neben der Lanze als traditioneller Hauptwaffe der leichten Kavallerie, mit der sie geduckte Angriffe in indianischer Technik reiten, benutzen die chilenischen Husaren auch die südamerikanische Bola. Lanze und Bola sind seit der Übernahme des Pferdes die gebräuchlichsten Waffen der indigenen Reiterkrieger des amerikanischen Südkegels.
Im Januar 2015 kündigte der Oberbefehlshaber des chilenischen Heeres, General Humberto Oviedo Arriagada, die Herauslösung der Schwarzen Eskadron aus dem 3. Kavallerieregiment an, um ihre Bedeutung als Traditionsformation für die ganze chilenische Nation zu unterstreichen. Die Eskadron wird zum 1. Kavallerieregiment (Granaderos) nach Quillota in die Umgebung von Santiago de Chile verlegt, wo eine neue Infrastruktur entsteht und die Auftritte der Reiter zentraler organisiert werden können. Die Bevölkerung von Angol und lokale Politiker bedauerten die Entscheidung des Militärs einhellig. Mit der Traditionseinheit werde den Husaren von Angol „die Seele geraubt“, erklärte Bürgermeister Obdulio Valdebenito im lokalen Fernsehen. „Auch für die Stadt Angol ist das schmerzlich, denn es gibt wenige Garnisonsstädte im Land, ich würde sagen wir sind die einzige, wo das Regiment in so perfekter Symbiose zwischen Bürgerschaft und Militärinstitutionen lebt“, sagte der Bürgermeister. Im Frühjahr 2016 hat das Cuadro Negro seine neuen Unterkünfte in Quillota bezogen. Das Regiment der Húsares de Angol, das gleichzeitig aus der Panzertruppe herausgelöst und seitdem als eines von zwei verbliebenen Kavallerieregimentern des chilenischen Heeres geführt und als motorisierte und berittene Gebirgsaufklärungseinheit eingesetzt wird, ist nach wie vor in Angol stationiert und pflegt seine gute Verbindung mit der örtlichen Bevölkerung. Es unternimmt regelmäßig berittene Ausmärsche ins Gelände, teils auch über lange Strecken bis nach Südchile mit Tagesrittleistungen von bis zu 50 Kilometern. Ähnlich wie andere chilenische Elitereiter bieten die Husaren von Angol das in Europa spätestens seit dem Zweiten Weltkrieg kaum noch anzutreffende Bild einer modernen Kavallerie, die als voll berittene Einheit tatsächlich kavalleristisch eingesetzt und trainiert wird.
Aus den Reihen der Husaren kamen zahlreiche Anregungen für das beim Heereskommando erarbeitete Mapudungun-Grundwortschatz- und Redewendungslexikon, das unter anderem zur militärischen Verwendung in der Truppe bei Kontakten mit indigenen Bevölkerungsgruppen bestimmt und auch öffentlich zugänglich ist.
Unter anderem nach Erkenntnissen der Rettig-Kommission wurde die Kaserne des Regiments in Angol nach dem Militärputsch in Chile in den Jahren 1973 und 1974 als Gefangenen- und Folterlager für mutmaßliche Oppositionelle genutzt. Auf dem Gelände wurden rund 60 Verhaftete über Monate ohne Außenkontakte in Militärzelten unter unmenschlichen Bedingungen festgehalten, während ihre Fälle von einer in der Kaserne untergebrachten Militärstaatsanwaltschaft abgearbeitet wurden. 1974 führten Mitarbeiter der Geheimpolizei DINA Folterungen in Kaserneneinrichtungen durch. Angehörige des Regiments werden unmittelbar für die Verhaftung und das Verschwindenlassen von zwei jugendlichen Landarbeitern, die in einer Regimentsscheune erschossen worden sein sollen, und für die Verhaftung und Übergabe des anschließend verschwundenen örtlichen sozialistischen Parteiaktivisten Óscar Armando Gutiérrez Gutiérrez an Geheimdienstmitarbeiter verantwortlich gemacht.